# Randolph Rogers
Randolph Rogers, né le 6 juillet 1825 à Waterloo dans l'État de New York et mort le 15 janvier 1892 à Rome en Italie, est un sculpteur néoclassique américain. Expatrié et passant la majeure partie de sa vie en Italie, ses œuvres vont de sujets populaires à des commandes importantes, notamment les Columbus Doors au Capitole des États-Unis et les monuments de la  guerre civile américaine.

## Biographie

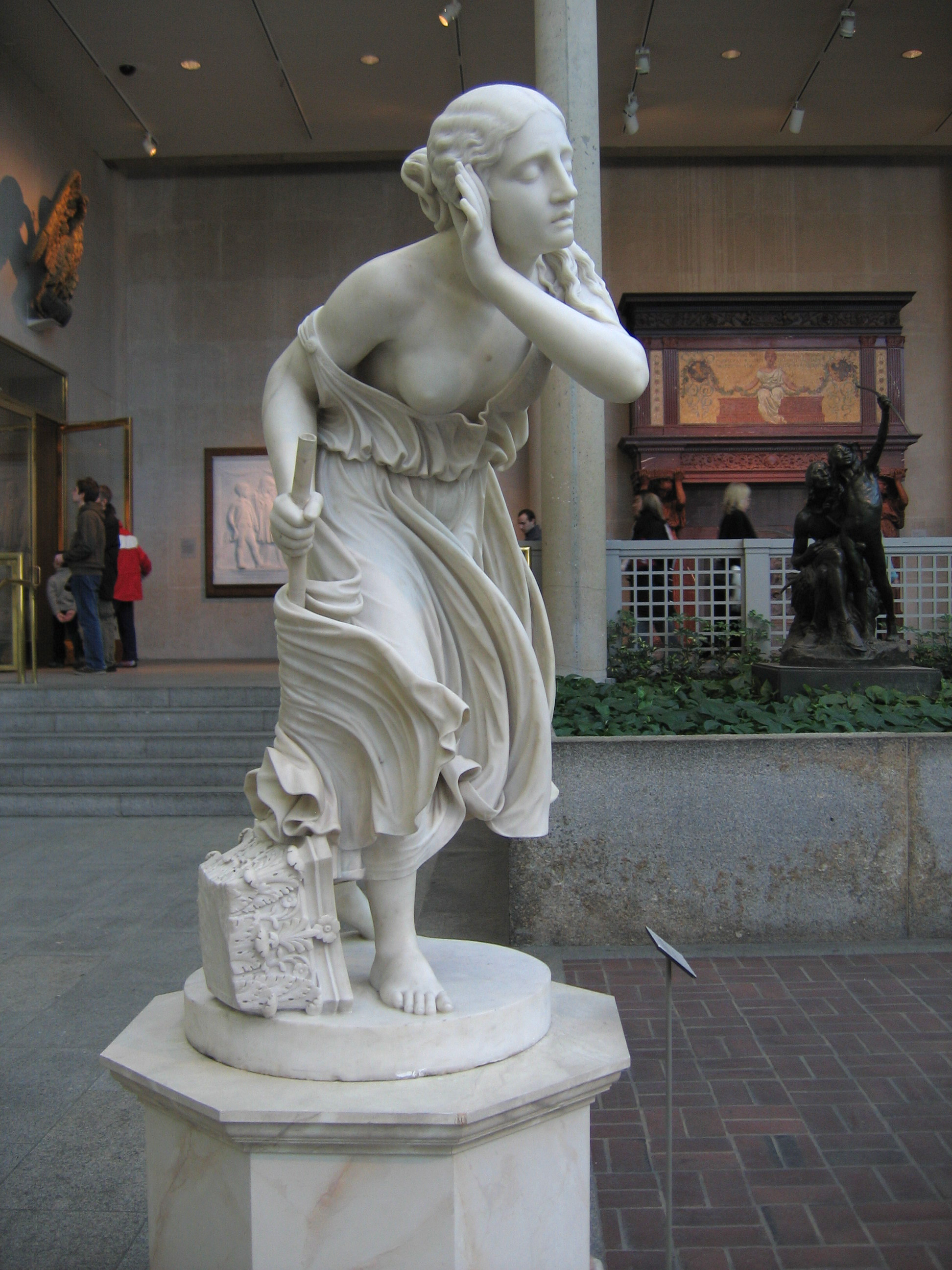
Nydia, la bouquetière aveugle de Pompéi (1853-1854), Metropolitan Museum of Art, New York.

Randolph Rogers naît le 6 juillet 1825 à Waterloo. Sa famille déménage à Ann Arbor quand il est enfant,.
Il s'intéresse à la gravure sur bois et déménage à New York vers 1847, mais ne parvient pas à trouver un emploi de graveur. Alors qu'il travaille comme commis dans un magasin de produits secs, ses employeurs découvrent son talent de sculpteur et lui donnent les moyens de se rendre en Italie. Il commence à étudier à Florence en 1848, où il suit brièvement les cours de Lorenzo Bartolini. Il ouvre ensuite un atelier à Rome en 1851. Il réside dans cette ville jusqu'à sa mort en 1892.
Il commence sa carrière en sculptant des statues d'enfants et des portraits de touristes. Le travail du marbre ne lui convenant pas, toutes ses statues en marbre sont copiées dans son atelier par des artisans italiens sous sa supervision, à partir d'un original qu'il a réalisé dans un autre matériau. Cela lui permet également de tirer profit de ses œuvres populaires. Sa première œuvre à grande envergure est Ruth Gleaning (1853), s'inspire d'un personnage de l'Ancien Testament. L'œuvre s'avère extrêmement populaire et son atelier produit jusqu'à 20 répliques en marbre. Son œuvre suivante de grande envergure est Nydia, the Blind Flower Girl of Pompeii (1853-1854), d'après un personnage du roman à succès d'Edward Bulwer-Lytton de 1834, Les Derniers Jours de Pompéi. L'œuvre est encore plus populaire et son atelier produit au moins 77 répliques en marbre .
En 1855, il reçoit sa première commande importante aux États-Unis : de grandes portes en bronze pour la façade est du Capitole des États-Unis. Il choisit de représenter des scènes de la vie de Christophe Colomb. Les Columbus Doors sont modélisées à Rome, coulées à Munich et installées à Washington en 1871.
En 1854, Randolph Rogers ainsi que William Wetmore Story, Richard Greenough et Thomas Crawford sont tous chargés par le cimetière Mount Auburn pour créer des statues de Bostoniens célèbres qui seront exposées dans la chapelle du cimetière . Rogers est chargé de créer une statue du président John Adams . En septembre 1857, Randolph Rogers expédie la sculpture en marbre achevée depuis Rome, mais le navire est perdu en mer avant son arrivée. Randolph Rogers est ensuite chargé de créer une autre copie de sa sculpture de "John Adams" et est engagé pour créer une version en marbre de la sculpture en plâtre de Thomas Crawford "James Otis" après la mort soudaine de Crawfords . (Toutes les sculptures ont été transférées aux musées d'Art de Harvard en 1935).
Après la mort en 1857 du sculpteur Thomas Crawford, Randolph Rogers termine le programme de sculpture du Washington Monument au State Capitol à Richmond.
Il conçoit quatre monuments majeurs de la guerre civile américaine : le monument national des soldats (1865–1869) au cimetière national de Gettysburg ; le Rhode Island Soldiers' and Sailors' Monument (1866–1871) à Providence ; le Michigan Soldiers' and Sailors' Monument (1867–1872) à Détroit ; et le monument des soldats (1871–1874) à Worcester dans le Massachusetts.
Il modèle The Genius of Connecticut (1877–1878), une déesse en bronze qui orne le dôme du Capitole de l'État du Connecticut à Hartford. Elle est endommagée lors du grand ouragan de 1938, retirée et fondue pour la ferraille pendant la Seconde Guerre mondiale. Un moulage en plâtre de la statue est aujourd'hui exposé dans le bâtiment.
En 1873, il est le premier Américain à être élu à l'Accademia di San Luca d'Italie, et il est fait chevalier en 1884 par le roi Humbert Ier.
En 1882, Randolph Rogers est victime d'une attaque cérébrale et ne pourra plus jamais travailler. Il meurt le 15 janvier 1892 à Rome.
Il laisse ses documents et les moulages en plâtre de ses sculptures à l'université du Michigan, où se trouve également une réplique de Nydia,,,.

## Selection d'œuvres

### Liste

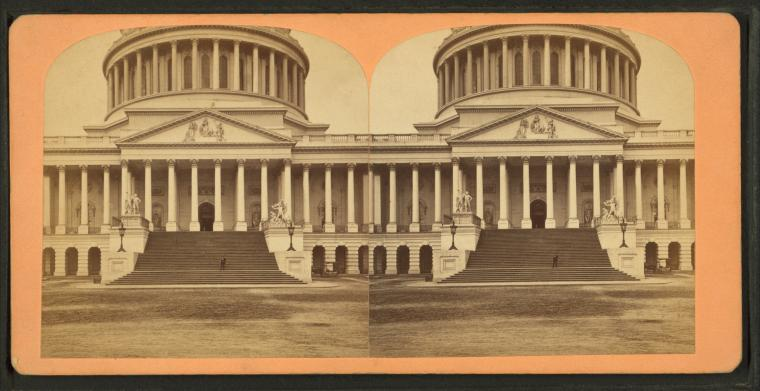
East Front of the U.S. Capitol (c. 1875), showing Rogers's Columbus Doors (center, at top of stairs).

- Ruth Gleaning (1853), Metropolitan Museum of Art, New York City[17],[18].
- Nydia, the Blind Flower Girl of Pompeii (1853–1854), Metropolitan Museum of Art, New York City[19].
- John Adams (1854–1859), Memorial Hall, Harvard University, Cambridge, Massachusetts[20].
- Columbus Doors (1855–1861), East Front, United States Capitol, Washington, D.C.[6]
- Thomas Nelson, Meriwether Lewis, 6 allegorical figures (1857–1858), Washington Monument, Virginia State Capitol, Richmond, Virginia[21].
- Angel of the Resurrection (1862), Samuel Colt Monument, Cedar Hill Cemetery, Hartford, Connecticut[22],[23].
- Isaac on the Altar (1863–1864), Brooklyn Museum of Art, Brooklyn, New York City[24].
- La Somnambula (1863–1864), Smithsonian American Art Museum, Washington, D.C.[25].
- The Sentinel (1863–1865), Spring Grove Cemetery, Cincinnati, Ohio[26]. L'un des premiers monuments officiels de la guerre de Sécession dans l'Ohio[27].
- Soldiers' National Monument (1865–1869), Gettysburg National Cemetery, Gettysburg, Pennsylvania, George Keller, architect[28].
- Rhode Island Soldiers' and Sailors' Monument (1866–1871), Kennedy Square, Providence, Rhode Island, Alfred Stone, architect[29].
- Michigan Soldiers' and Sailors' Monument (1867–1872), Detroit, Michigan[30],[31].
- Abraham Lincoln (1870–1871), East Fairmount Park, Philadelphia, Pennsylvania.
- Soldiers' Monument (1871–1874), Worcester, Massachusetts[32].
- The Lost Pleiade (1874), The Art Institute of Chicago, Chicago, Illinois. Sculpture group of feuding tribes.
- William H. Seward Monument (1875–1876), Madison Square, New York City[33].
- The Genius of Connecticut (1877–1878), Capitole de l'État du Connecticut, Hartford, Connecticut.
- The Last Arrow (statuette) (1879–1880), Metropolitan Museum of Art, New York City[34].
- The Infant Psyche (buste de la fille de l'artiste, Nora) (c. 1880), Cincinnati Art Museum, Cincinnati, Ohio.

### Galerie

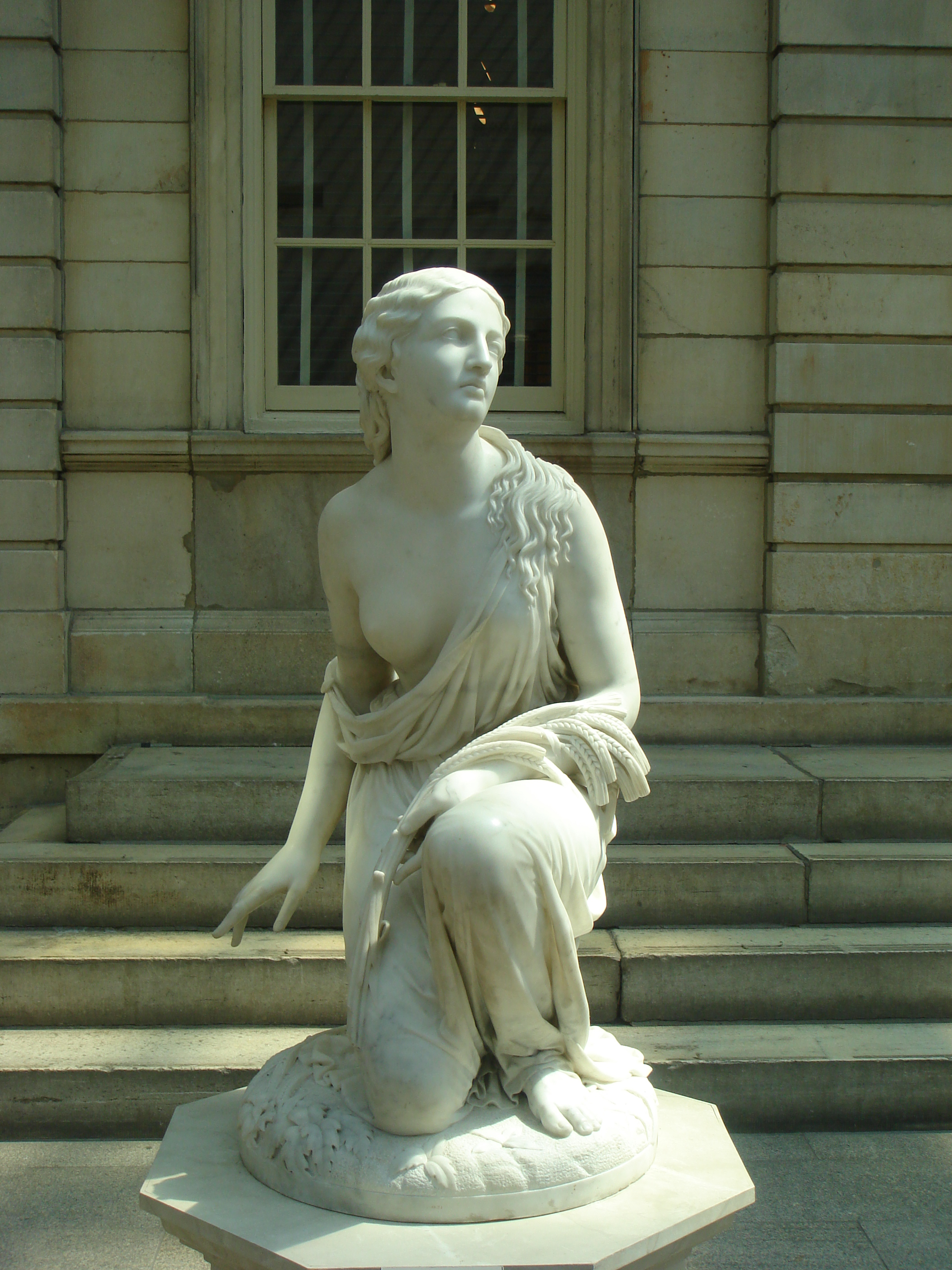
Ruth Gleaning (1853), Metropolitan Museum of Art, New York City.
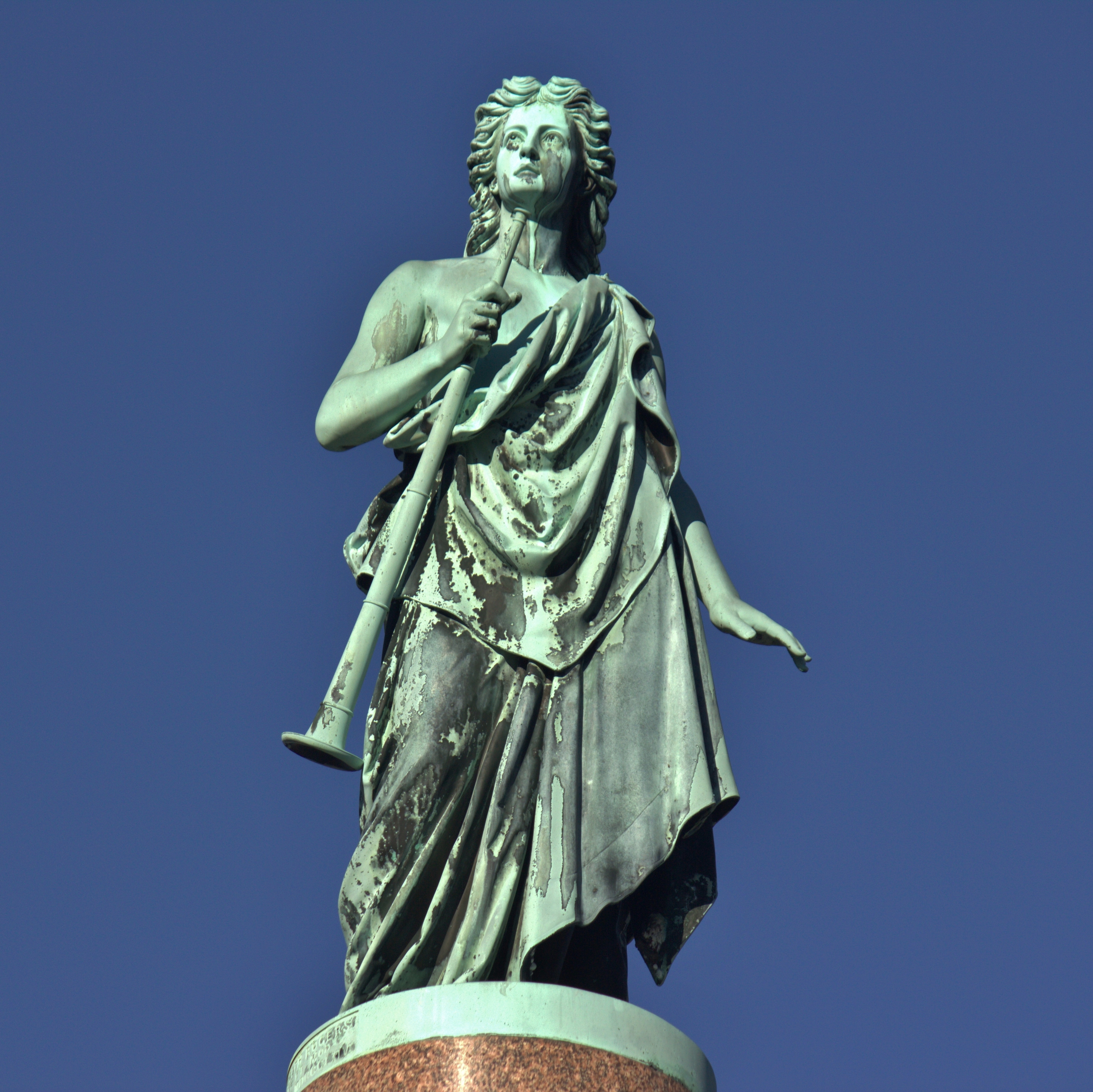
Angel of the Resurrection (1864) atop Colt Monument, Cedar Hill Cemetery, Hartford, Connecticut.
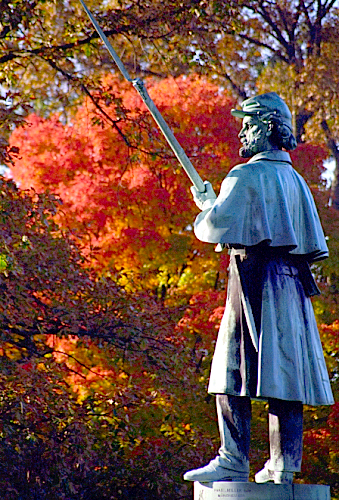
The Sentinel (1864–65), Spring Grove Cemetery, Cincinnati, Ohio.
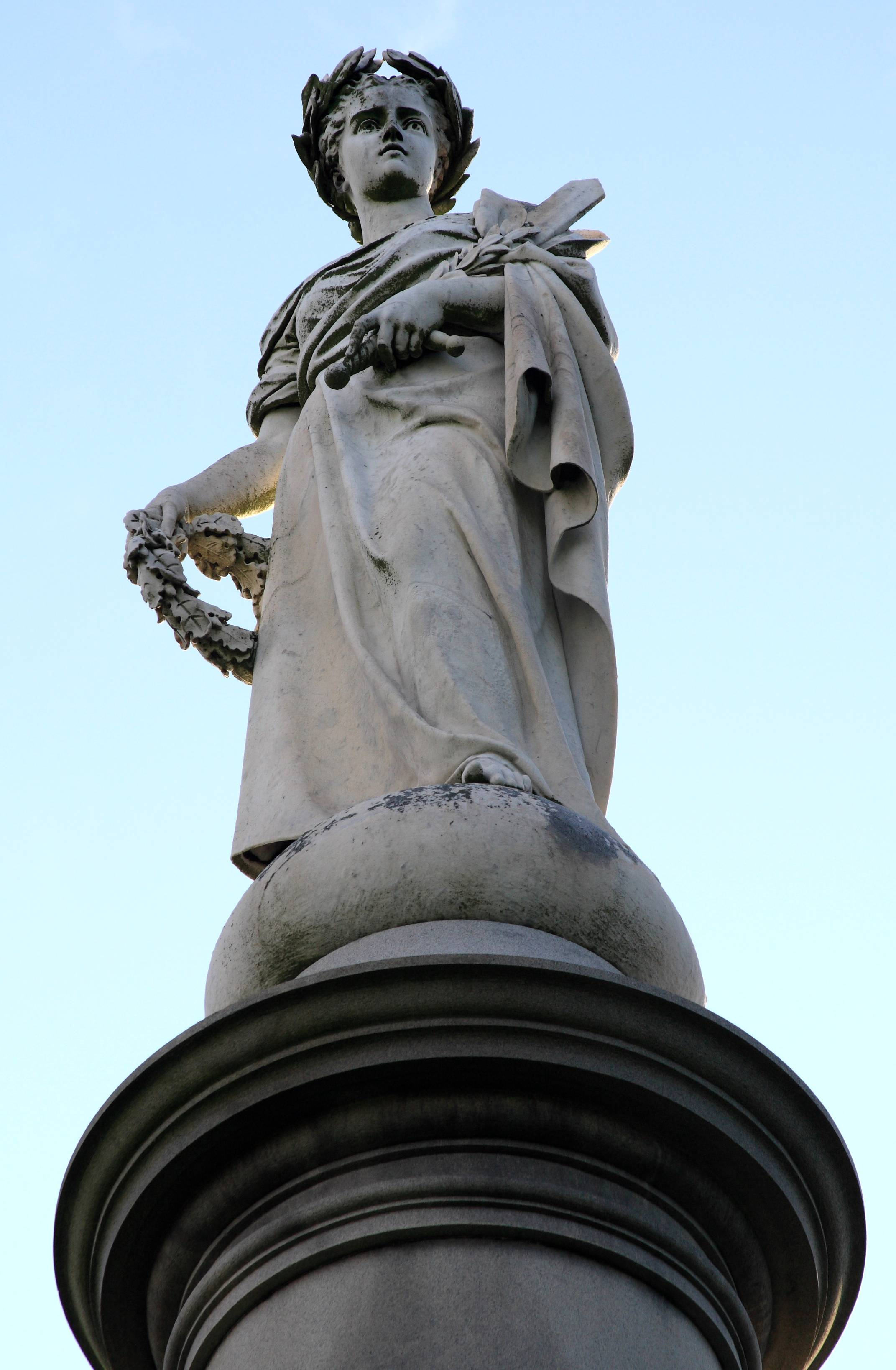
The Genius of Liberty, Soldiers' National Monument (1865–1869), Gettysburg National Cemetery, Gettysburg, Pennsylvania.
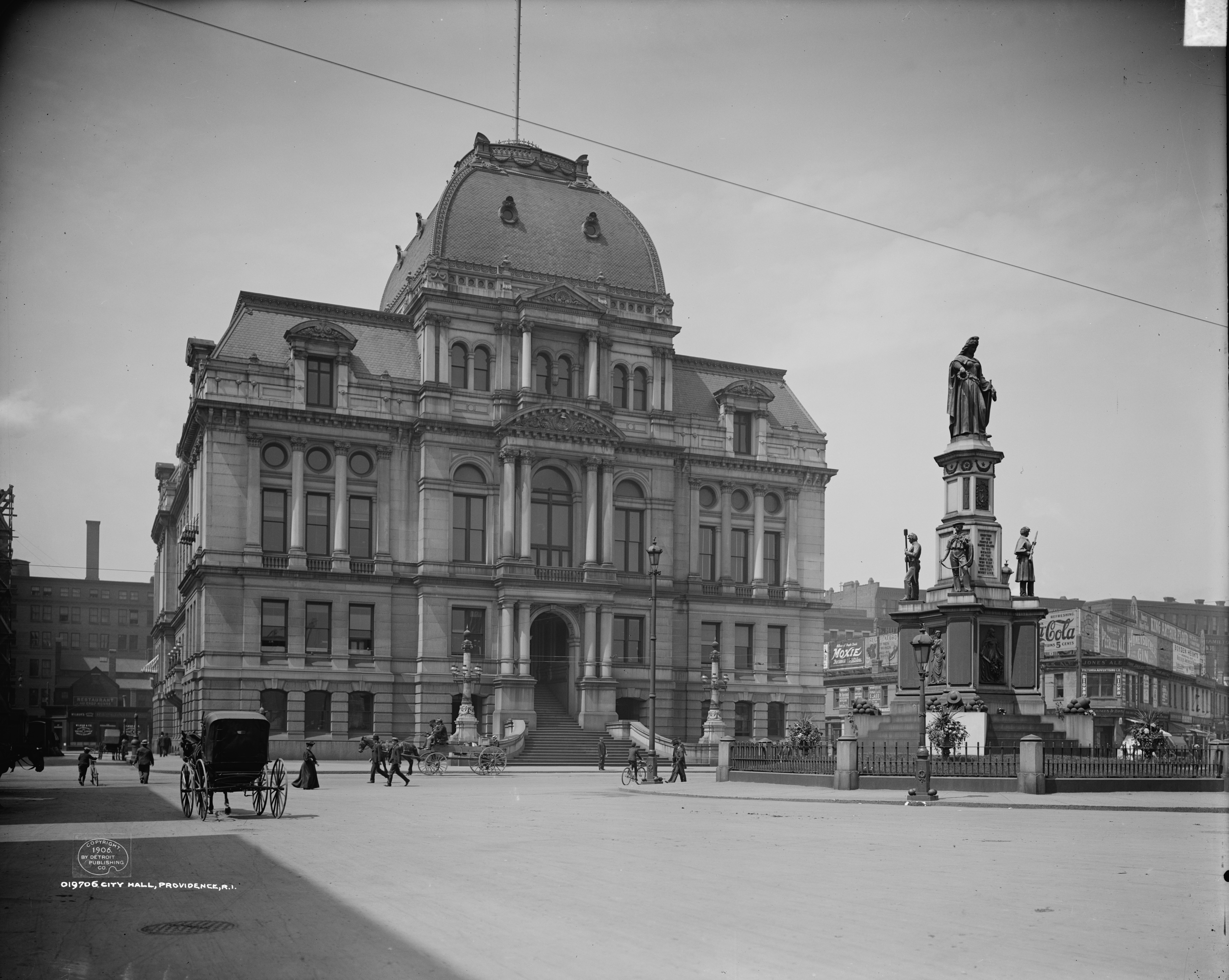
Rhode Island Soldiers' and Sailors' Monument (1866–1871), Kennedy Square, Providence, Rhode Island.
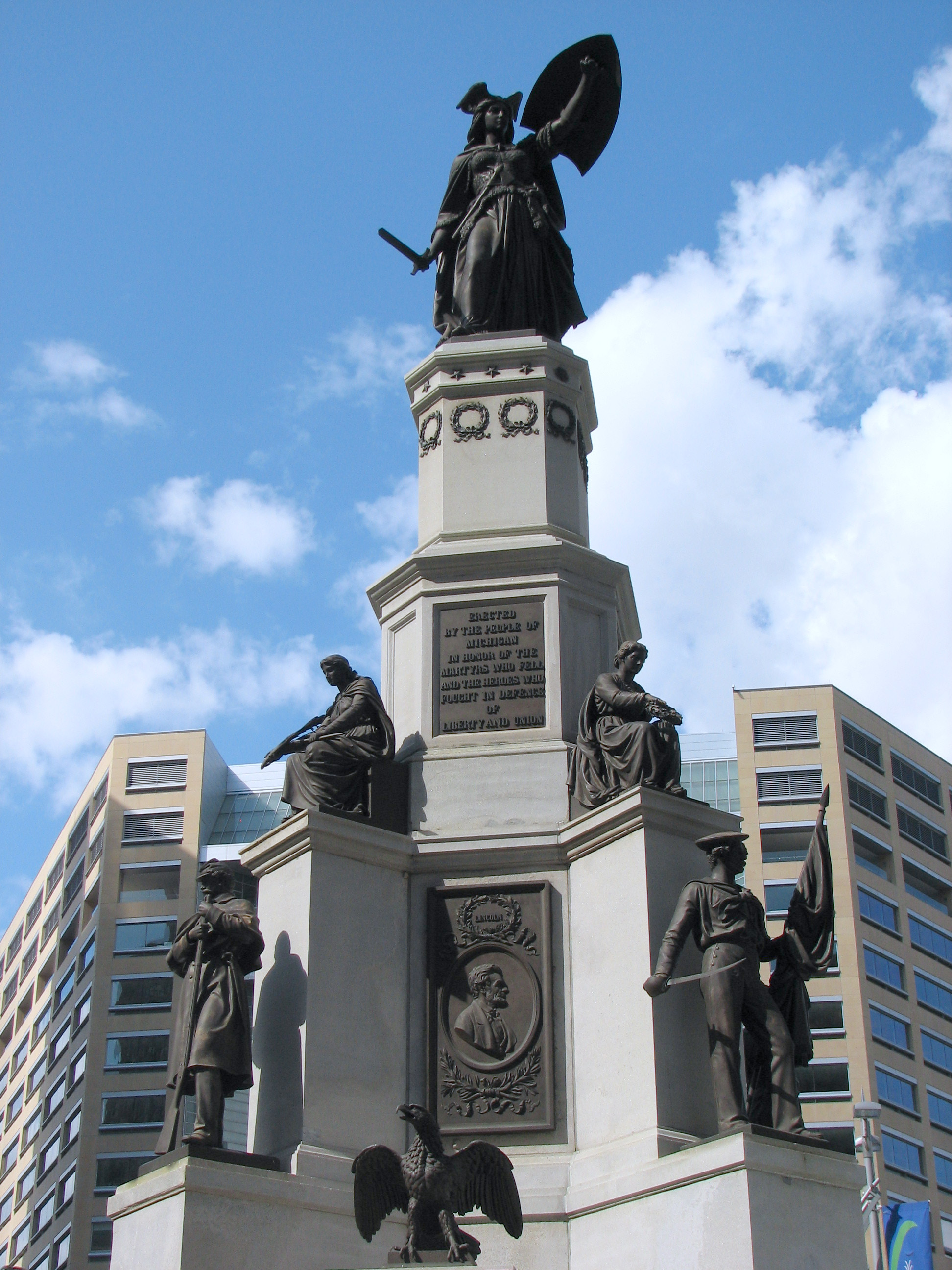
Michigan Soldiers' and Sailors' Monument (1867–1872), Detroit, Michigan.
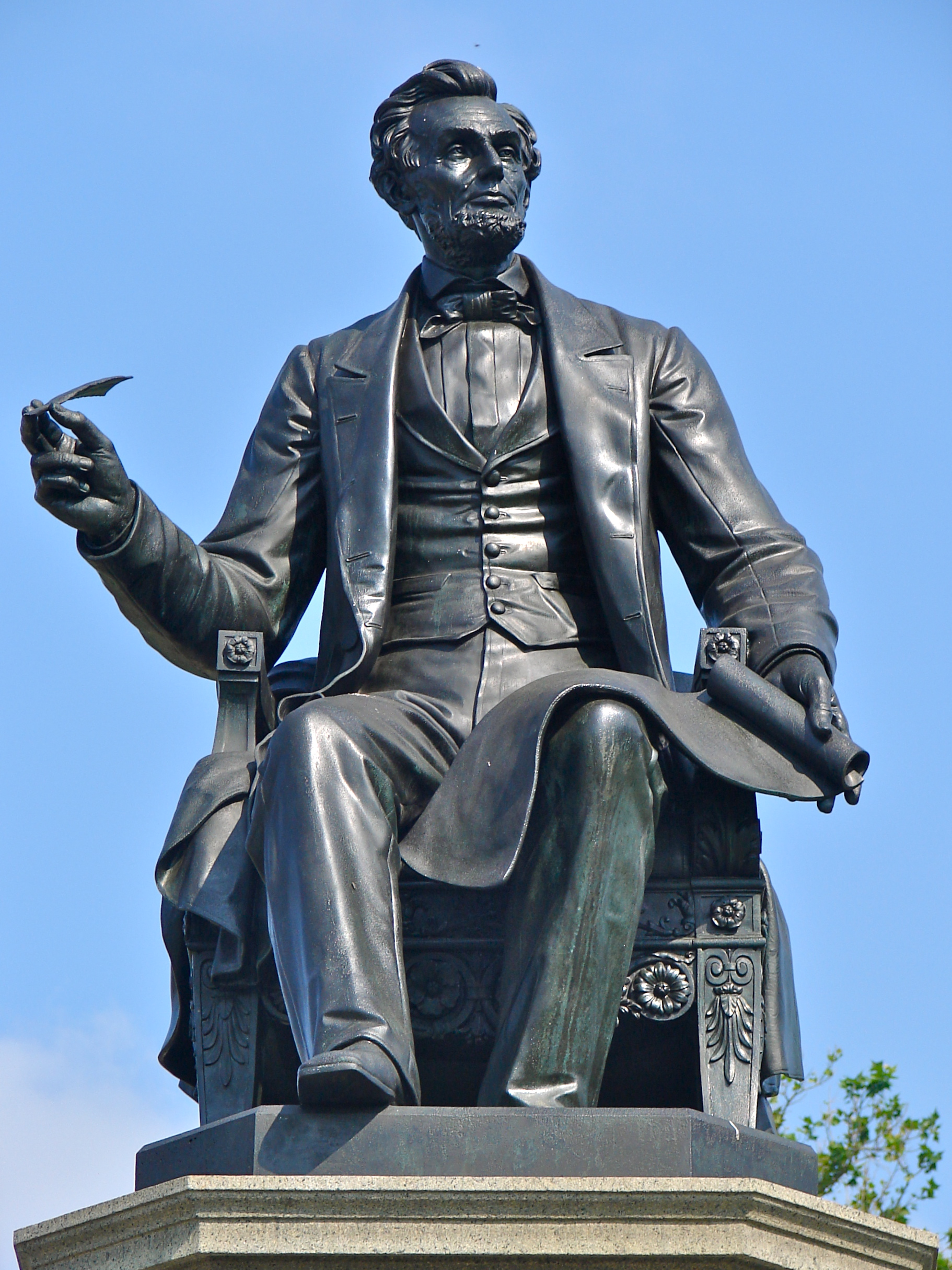
Abraham Lincoln (1870–71), East Fairmount Park, Philadelphia, Pennsylvania.
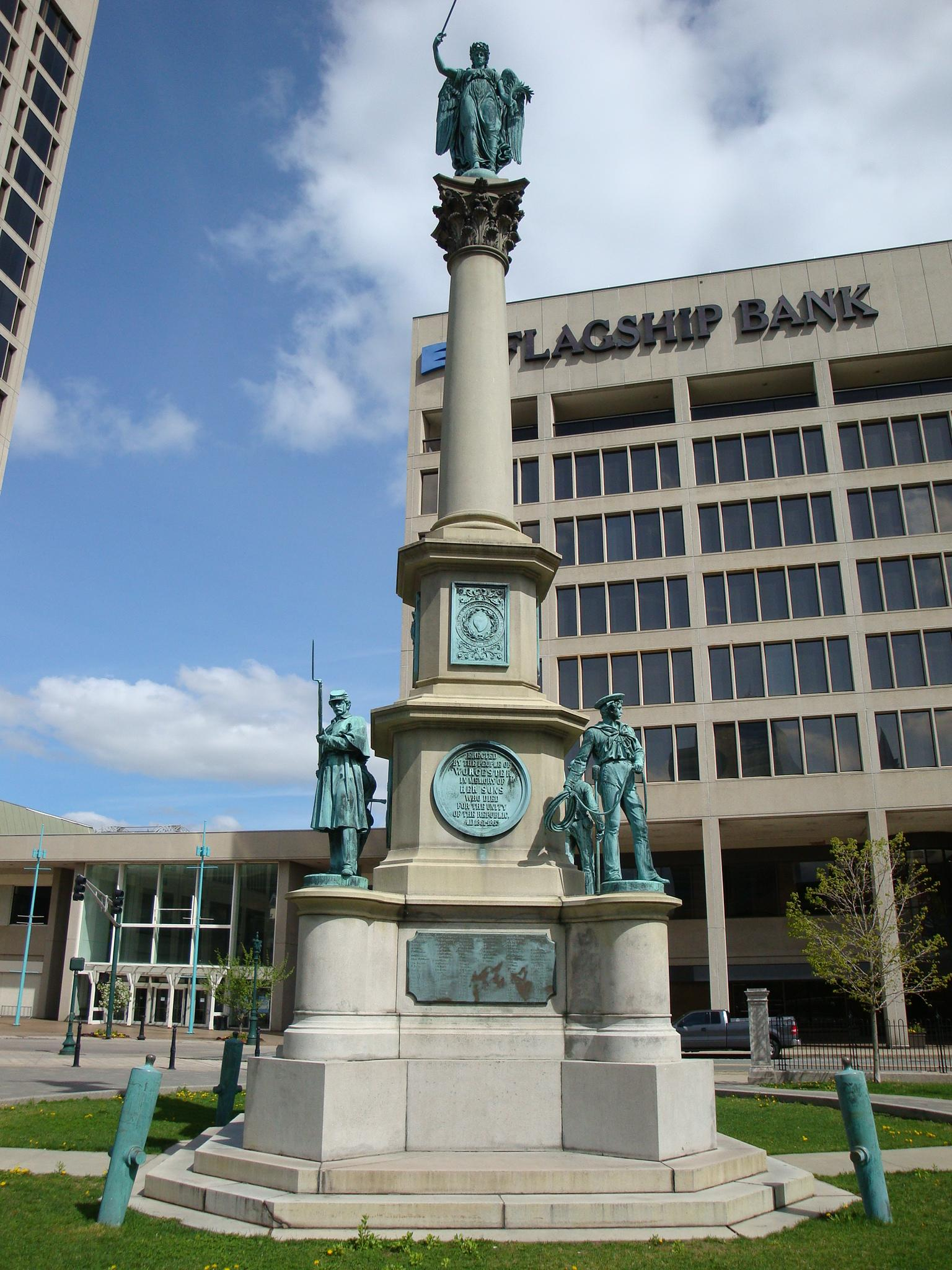
Soldiers' Monument (1871–1874), Worcester, Massachusetts.
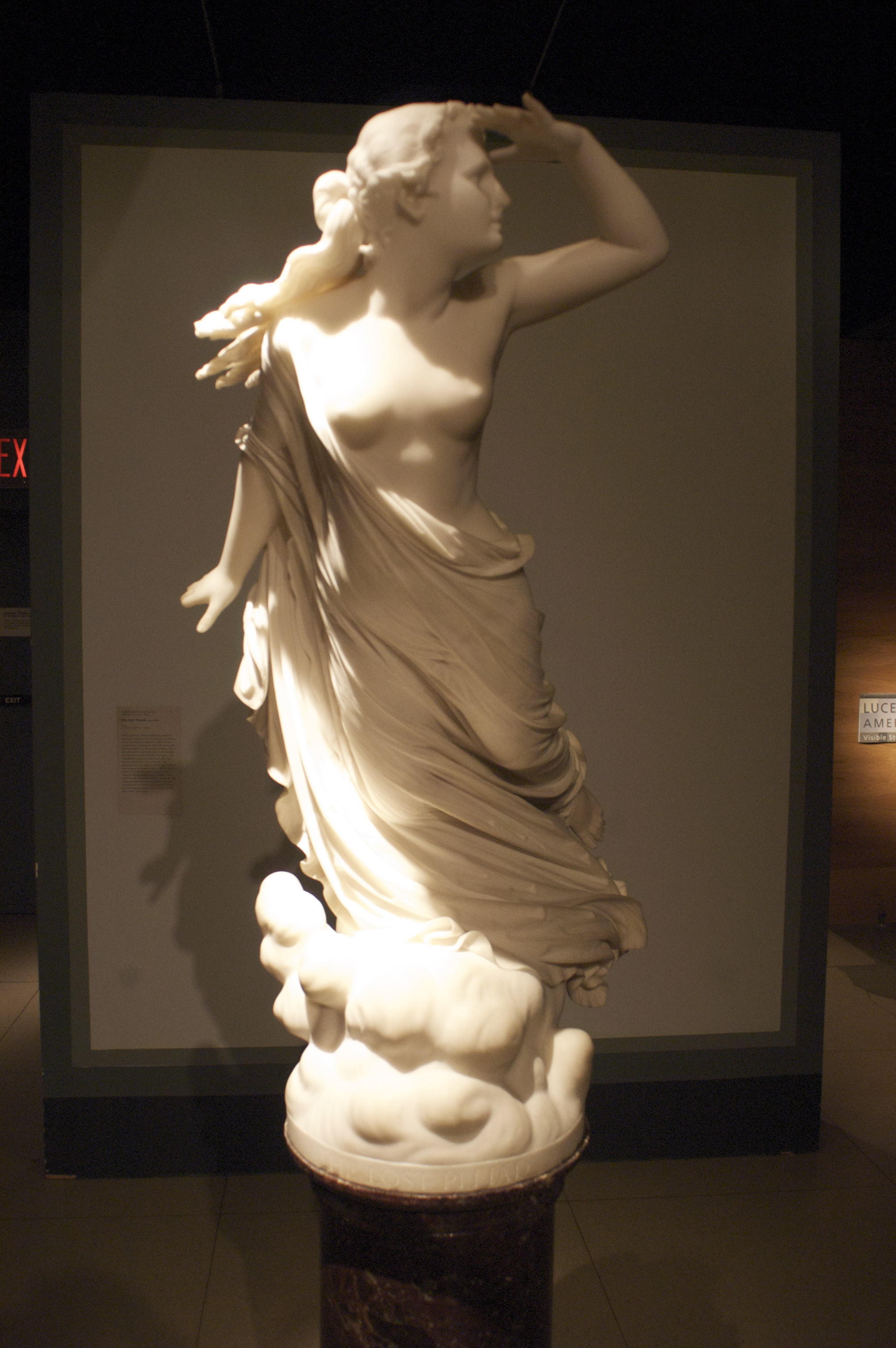
The Lost Pleiad (1873–74), Brooklyn Museum of Art, Brooklyn, New York City.
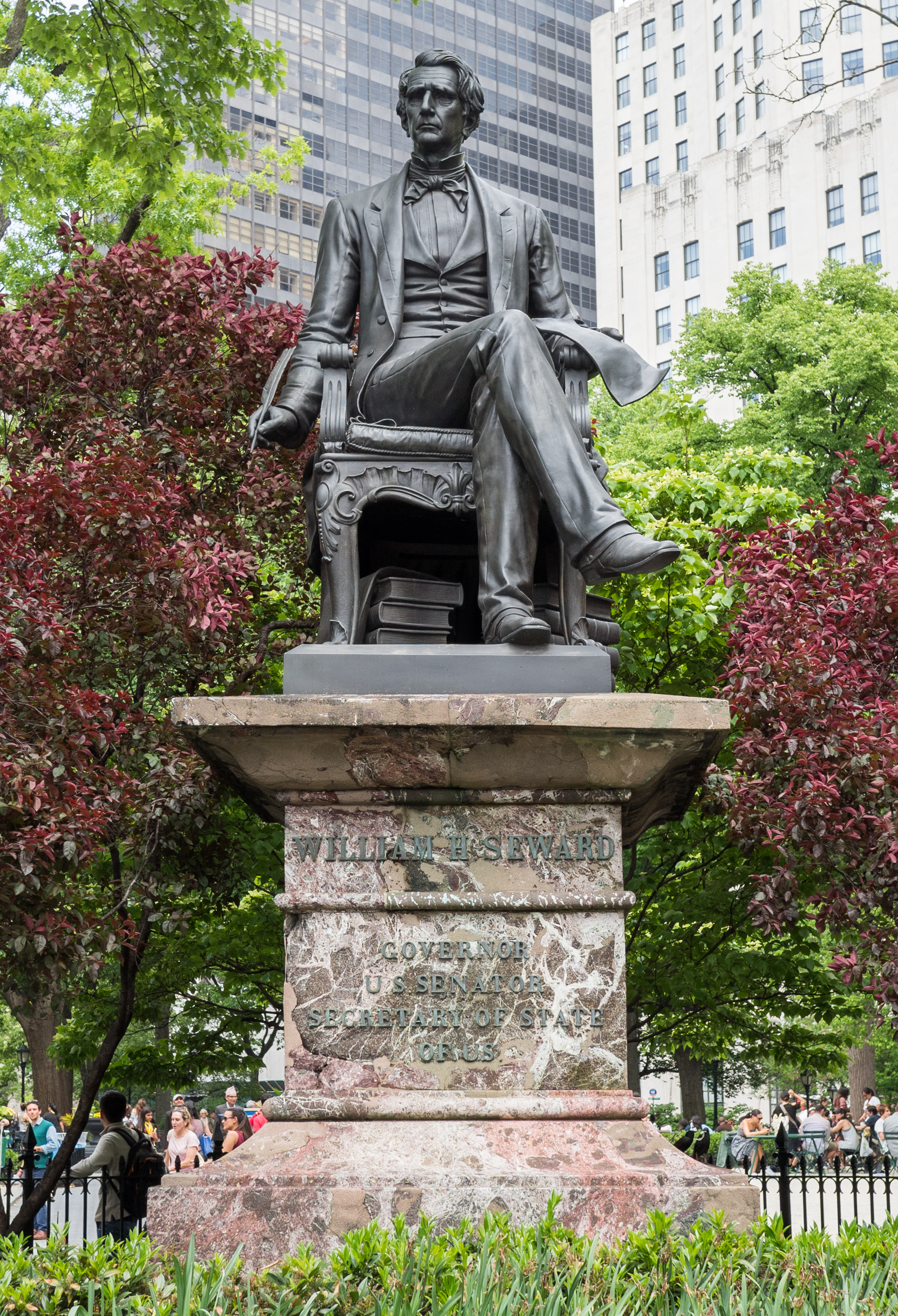
William H. Seward Monument (1875–76), Madison Square, New York City.
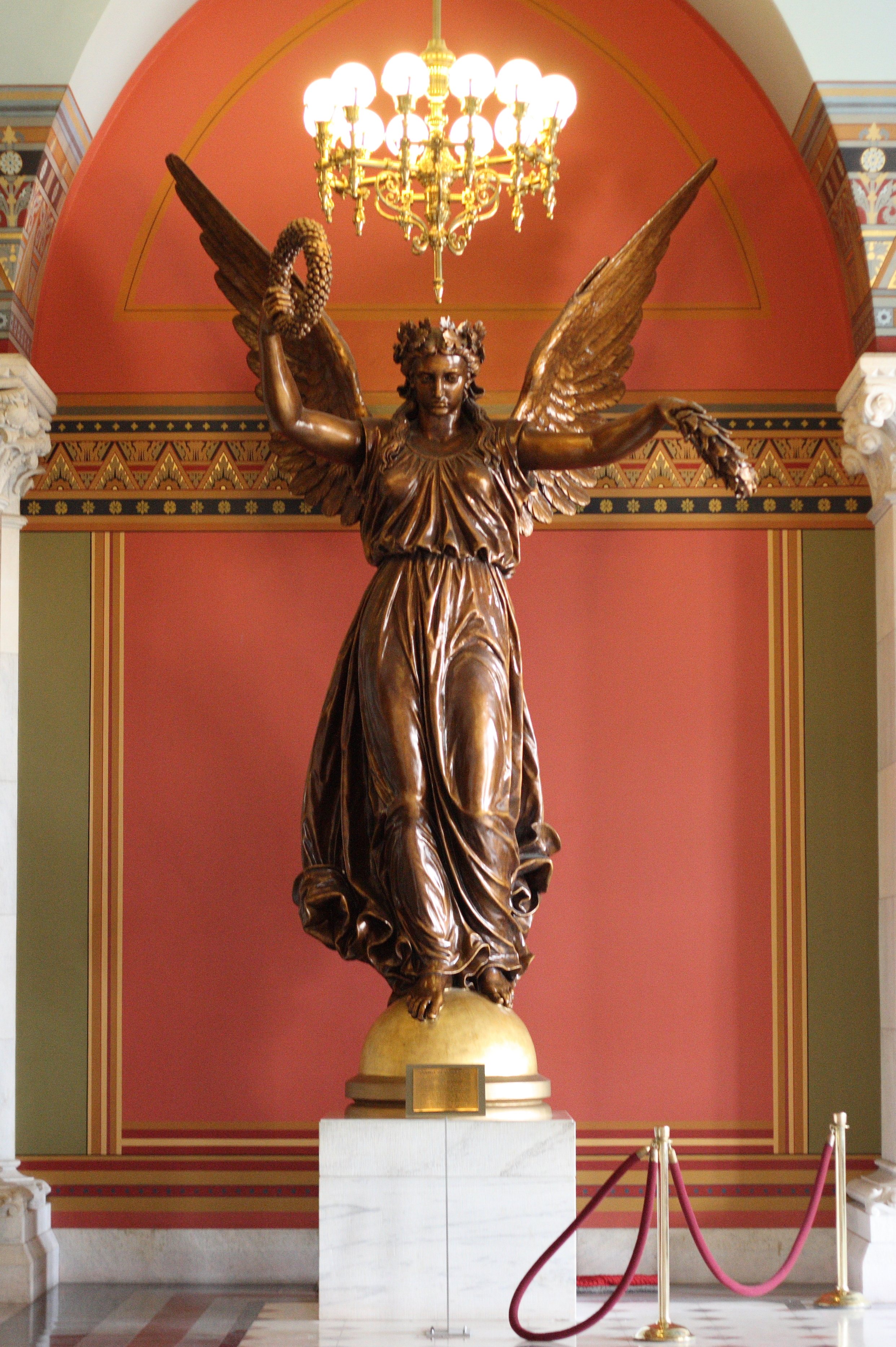
The Genius of Connecticut (1877–78), Capitole de l'État du Connecticut, Hartford, Connecticut. Painted plaster cast, the original bronze statue was damaged and destroyed.
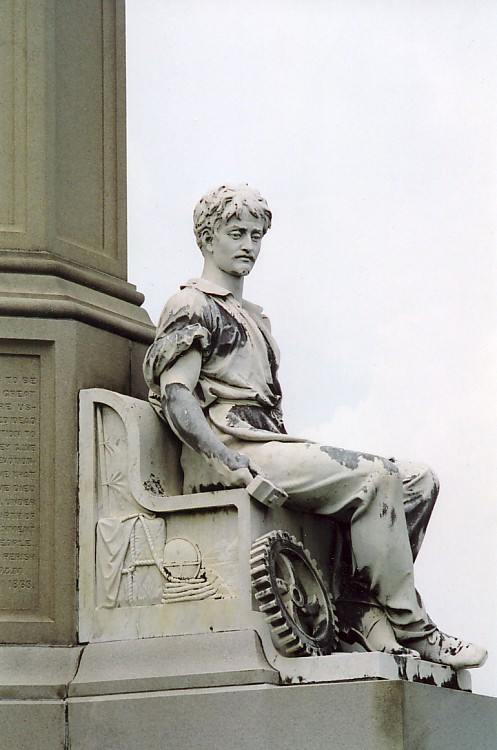
"Labor" from Soldiers' National Monument